# Liste der Mitglieder der Kommission für die Liturgiereform
Die Liste der Mitglieder der Kommission für die Liturgiereform enthält nach vier Kriterien sortierbar sämtliche Mitglieder der von Papst Pius XII. am 28. Mai 1948 berufenen Mitglieder der Kommission für die Liturgiereform.

## Liste
| Bild | Name                 | Titel, Position                         | Position in der Kommission | Bemerkungen |
| ---- | -------------------- | --------------------------------------- | -------------------------- | ----------- |
|      | Clemente Micara      | Kardinal, Präfekt der Ritenkongregation | Präsident                  |             |
|      | Gaetano Cicognani    | Kardinal, Präfekt der Ritenkongregation | Präsident                  | seit 1953   |
|      | Anselmo Albareda     | OSB                                     | Mitglied                   |             |
|      | Ferdinando Antonelli | OFM                                     | Mitglied                   |             |
|      | Augustin Bea         | SJ                                      | Mitglied                   |             |
|      | Carlo Braga          | CM                                      | Mitglied                   | seit 1960   |
|      | Alfonso Carinci      | Msgr.                                   | Mitglied                   |             |
|      | Cesario d’Amato      | OSB, Abt                                | Mitglied                   | seit 1960   |
|      | Enrico Dante         | Msgr.                                   | Mitglied                   | seit 1951   |
|      | Amato Pietro Frutaz  | Msgr.                                   | Mitglied                   | seit 1960   |
|      | Joseph Löw           | CSsR                                    | Mitglied                   |             |
|      | Luigi Rovigatti      | Weltpriester                            | Mitglied                   | seit 1960   |
|      | Annibale Bugnini     | CM                                      | Sekretär                   |             |